# Betsabea al bagno (Veronese)
Betsabea al bagno è una pittura a olio di Paolo Veronese, datata intorno al 1575 ed esposta al Museo di Belle Arti di Lione.

## Storia
Il dipinto fu commissionato da un  veneziano  in occasione del suo matrimonio. L'opera affronta il tema dell'adulterio in rapporto alla giustizia e pone in luce l'erotismo tra i due personaggi principali.
Nel XVII secolo, la tela entrò a far parte della collezione privata del re di Francia. Fu quindi trasferita nella Reggia di Versailles, dove la parte alta e il lato sinistro furono allargati per adattarne la forme al salvamuro ligneo.
Nel 1811, lo Stato francese lo destinò a Lione, città nella quale è visitabile presso il Musée des Beaux-Arts de Lyon. Nel 1991 fu ripristinato il formato originale, riportando la sua superficie nei limiti delle linee guida della sua cornice.

## Iconografia
Il dipinto raffigura la scena biblica di Betsabea impegnata a fare il bagno di sera, mentre viene intravista dal patriarca Davide che si trova affacciato da una terrazza del palazzo reale.
I critici non sono concordi sul soggetto iconografico rappresentato: sebbene la maggioranza identifichi i personaggi con Betsabea e re Davide, secondo alcuni esperti la scena potrebbe rappresentare la storia biblica di Susanna e dell'incontro con gli anziani. L'episodio descritto da Daniele 13, narra di una donna molto bella, che viene vista da due anziani eletti giudici del popolo, mentre ella si deterge in una giornata calda. I due provano ad ottenere di unirsi a lei, e, al rifiuto di Susanna, l'accusano ingiustamente di adulterio.
Nel capolavoro di Veronese, lo spazio è nettamente diviso in due sezioni separate verticalmente, ma tra loro collegate da un sapiente uso della luce per distanziare le parti e i temi della composizione, pur conservando una distribuzione armonica del colore. Oltreché dall'effetto visivo della profondità, la separazione dei due piani è accentuata dalla colonna verticale e dai motivi sul pavimento. Uno degli anziani indossa un mantello con cammei dorati che era un abito tipico dei Dogi di Venezia.
La potenza politica della figura maschile è suggerita dall'età avanzata, dai colori sgargianti dell'abito, dai due personaggi che passeggiano lungo il porticato sullo sfondo. Vittima del potere dell'amore, quasi inchinandosi, stende la mano destra per offrirla alla partner che indossa un cappotto finemente decorato. Il corpo si alinea nella direzione e verso della statua in modo da lasciar intuire allo spettatore il desiderio che tenta di manifestare. La donna, più enigmatica, non risponde pienamente al suo invito, evitando di puntare lo sguardo verso di lui e preferendo toccarsi timidamente i seni con la mano sinistra. Non si concede né lo respinge, ma sembra esitare per porgli alcune domande.
Gli armoriali accennati sul boccale potrebbero indicare la celebrazione di un matrimonio o di un'alleanza fra due potenti famiglie del patriziato veneziano.

## Analisi iconologica
Secondo gli storici dell'arte Daniel Arasse e Joséphine Le Foll, nel dipinto si intrecciano due temi:
- il tema di Susanna, suggerito dalla presenza della fontana e di uno solo dei due anziani descritti nel testo biblico, interpretazione che lascerebbe inspiegata la presenza dell'uomo vestito di rosso porpora;
- il tema di Davide e Betsabea: la raffigurazione di un Davide in età avanzata risulta inusuale in quanto gli artisti restavano generalmente fedeli alla Sacra Scrittura, secondo la quale Davide inviò un suo giovane emissario a Bathsheba prima di incontrarla personalmente. Quest'ultimo argomento è descritto in un dipinto di Jan Matsys esposto al Louvre. Tuttavia, esistono anche dipinti che raffigurano Davide che va a far visita a Betsabea, come in questo caso.